# 루자 (키로프주)

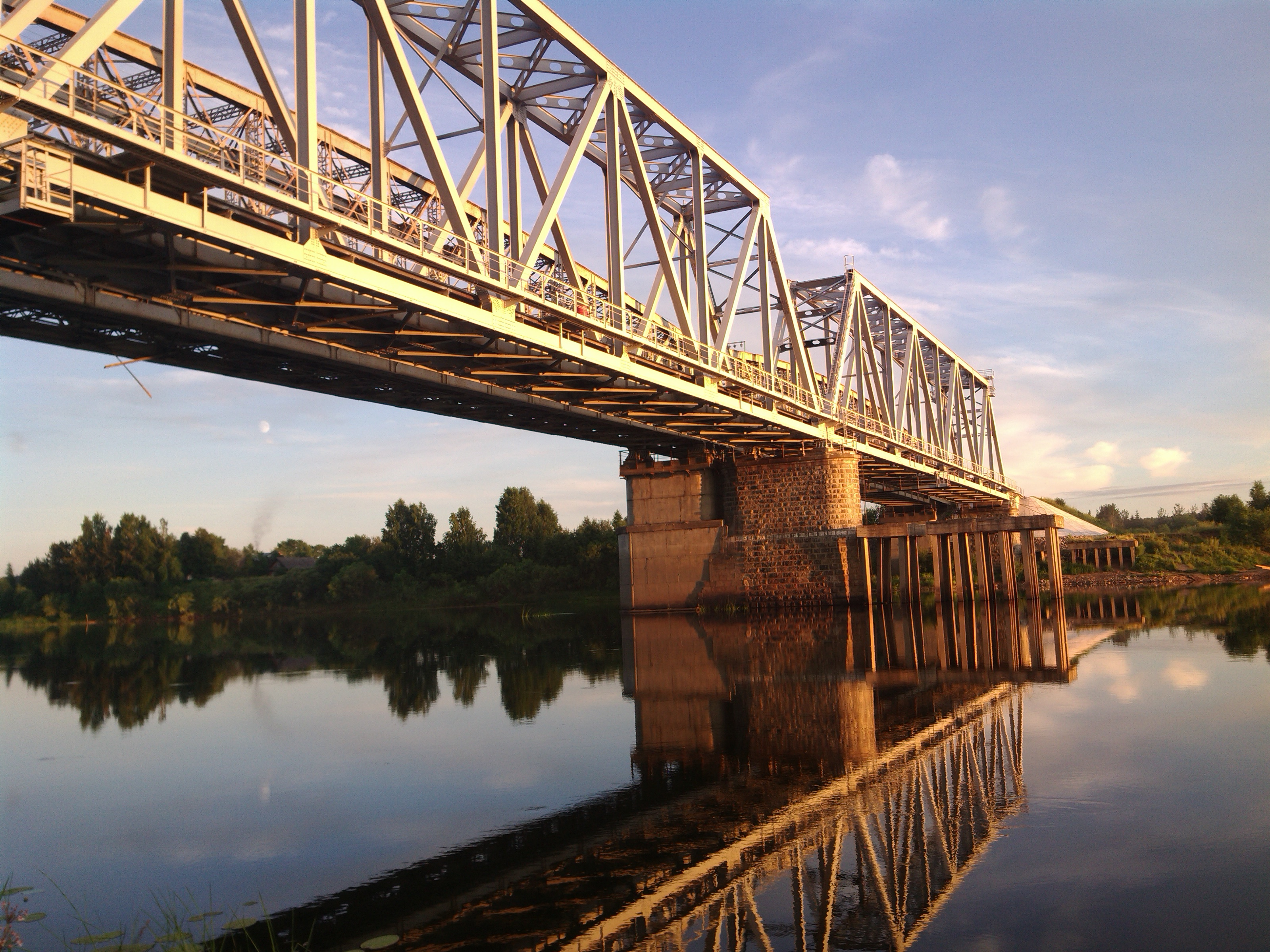

루자(러시아어: Луза)는 러시아 키로프주에 위치한 도시로 인구는 12,311명(2002년 기준)이다. 키로프(키로프 주의 주도)에서 북서쪽으로 301km 정도 떨어진 곳에 위치한다. 1899년 마을이 형성되었으며 1944년 시로 승격되었다.